# Scymnus levaillanti
Scymnus levaillanti är en skalbaggsart som beskrevs av Étienne Mulsant 1850. Scymnus levaillanti ingår i släktet Scymnus och familjen nyckelpigor. Inga underarter finns listade i Catalogue of Life.